# Roppe
Roppe – miejscowość i gmina we Francji, w regionie Burgundia-Franche-Comté, w departamencie Territoire de Belfort.
Według danych na rok 1990 gminę zamieszkiwały 703 osoby, a gęstość zaludnienia wynosiła 95 osób/km² (wśród 1786 gmin Franche-Comté Roppe plasuje się na 234. miejscu pod względem liczby ludności, natomiast pod względem powierzchni na miejscu 612.).